# Isabel Martínez de Perón
Isabel Martínez de Perón, nata María Estela Martínez Cartas e soprannominata Isabelita (La Rioja, 4 febbraio 1931), è una politica argentina e terza moglie di Juan Domingo Perón, alla cui morte, nel 1974, succedette nella carica di presidente della Repubblica argentina.
Fu la prima donna presidente dell'Argentina e anche l'ultima presidente del Paese prima del colpo di Stato del 1976, a seguito del quale fu deposta da una giunta militare che instaurò una dittatura destinata a durare fino al 1983. Durante la dittatura in Argentina fu posta per cinque anni agli arresti domiciliari e quindi inviata in esilio in Spagna, dove vive tuttora; il governo spagnolo, dopo il ritorno alla democrazia, ha respinto una richiesta di estradizione del governo argentino, motivata dall'accusa di crimini commessi quando era in carica.

## Biografia
Isabel Martínez de Perón, nata a La Rioja e conosciuta anche come Isabelita, è stata in gioventù cantante e ballerina in diversi night club. Nel 1955 incontrò il presidente argentino in esilio, Juan Domingo Perón, a Panama; pochi anni dopo, nel 1960, i due si sposarono a Madrid. Si presentarono insieme alle elezioni del 1973, dove ottennero oltre il 60% dei consensi. Alla morte del marito, in quanto vicepresidente, subentrò come presidente per completare il mandato.

### Presidenza

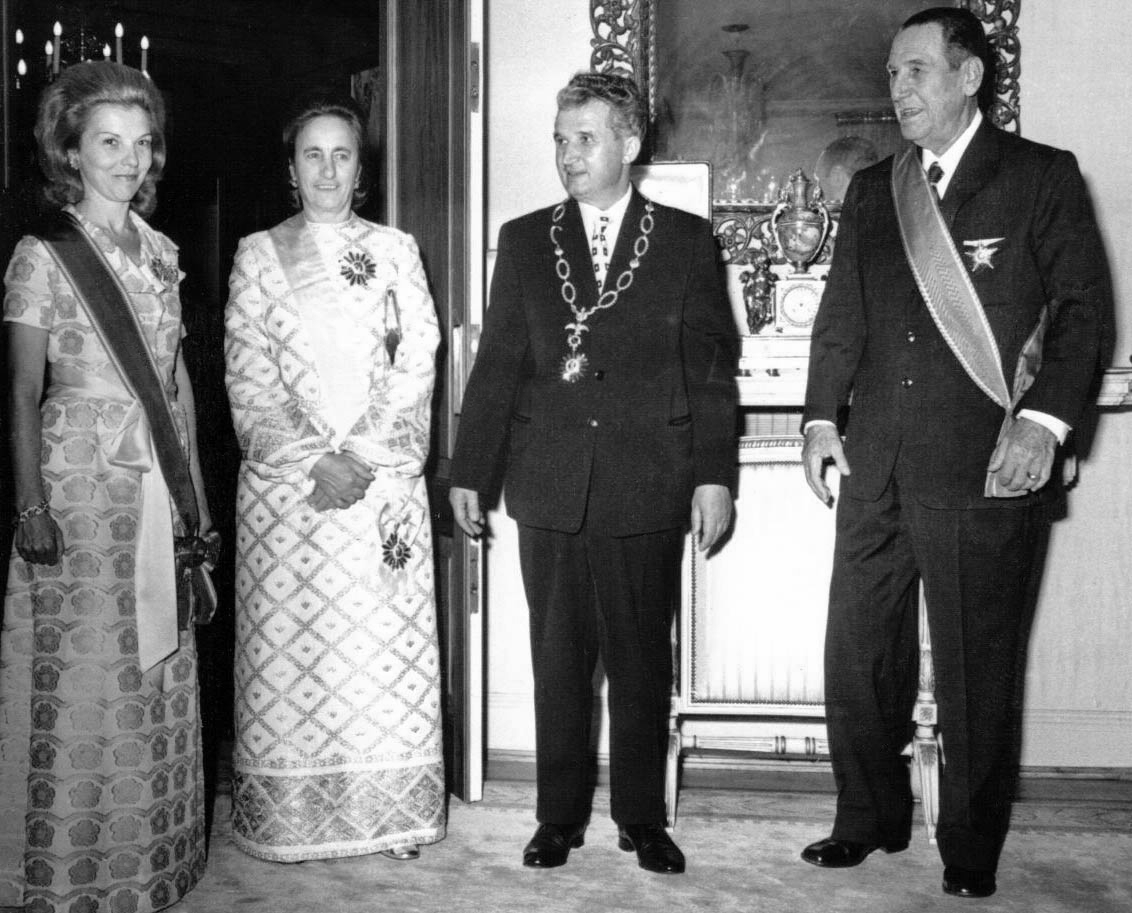
Da sinistra: Isabel Perón, Elena Ceaușescu, Nicolae Ceaușescu e Juan Perón

Fin dai primi momenti del suo nuovo mandato, Isabel tentò di fronteggiare una situazione per la quale non era preparata, subendo l'influenza del suo ministro del Benessere sociale e suo segretario personale, José López Rega, il quale utilizzò fondi pubblici per il finanziamento di un gruppo armato, conosciuto col nome di Alianza Anticomunista Argentina.
Tale formazione paramilitare, sotto la sua direzione, avviò una repressione della sinistra argentina, che si tradusse in attentati, sequestri di persona, torture e assassinii. L'atteggiamento del governo si fece anche più duro e repressivo, intervenendo nelle province «dissidenti», nelle università, contro i sindacati e i canali televisivi, instaurando una censura sempre più forte contro la stampa.
Anche l'economia argentina fu colpita: un'inflazione galoppante, una paralisi degli investimenti, la sospensione delle esportazioni di carne verso l'Europa e l'avvio di un importante aumento del debito pubblico. Fu tentata una soluzione di tipo monetaristico dal ministro Alfredo Gómez Morales, ma senza alcun successo, provocando anzi un processo di stagflazione.

### Il colpo di Stato
Vista la situazione disastrosa del paese, i militari tentarono di convincerla a dimettersi, ma - dopo il suo rifiuto - venne deposta con un golpe, il 24 marzo 1976, da una giunta militare guidata dal comandante dell'esercito Jorge Rafael Videla. La Perón rimase in stato di arresto da parte dei golpisti per cinque anni, in condizioni inizialmente tanto dure che il Nunzio apostolico dovette intervenire su sua richiesta presso il governo militare.
Fu liberata nel 1981, e si avviò per l'esilio in Spagna, dove risiede tuttora. Tornò in Argentina nel dicembre 1983 perché invitata per l'insediamento del neo presidente Raúl Ricardo Alfonsín. Restò presidente del Partito Peronista fino al febbraio 1985.

#### Il coinvolgimento nella repressione dell'ERP
Durante l'esilio la polizia spagnola l'ha arrestata il 12 gennaio 2007 nel suo domicilio di Villanueva de la Cañada, in seguito ad un mandato d'arresto emesso l'11 gennaio 2007 dal giudice federale argentino di San Rafael de Mendoza, Héctor Acosta, che chiese all'Interpol il suo arresto internazionale nel quadro dell'inchiesta sulla scomparsa dell'oppositore politico argentino, Hector Fagetti, nel corso della sua presidenza. Fu rilasciata poche ore dopo con la condizionale. Il rapporto "Nunca Más" (Mai Più), redatto nel 1983, stima che vi furono 600 scomparse e 500 esecuzioni di oppositori fra il 1973 e il 1976.
La Perón firmò il decreto 261/75, detto dell'"annientamento dell'azione di sovversione", che mirava a colpire le attività del gruppo guerrigliero marxista dell'ERP (Ejército Revolucionario del Pueblo) nella provincia di Tucumán (che dette l'avvio alla cosiddetta guerra sucia, cioè "guerra sporca") e autorizzava le forze armate a impiegare "tutti i mezzi disponibili" per eliminare questo pericolo.
La giustizia spagnola ha respinto, il 28 aprile 2008, la richiesta di estradizione avanzata dall'Argentina.
La Corte Suprema Argentina ha infine respinto all'unanimità il 21 giugno 2017 le petizioni per interrogare Isabel Perón come testimone o come imputato.